# Île Lynch
L'île Lynch est une île appartenant à l'archipel des îles Orcades du Sud en Antarctique.

## Situation; dimension, relief
L'île Lynch est une petite île de 0,14 km2 (60° 39′ 10″ S, 45° 36′ 25″ O) dans la baie Marshall, îles Orcades du Sud. 
Elle se situe à 2,4 km de l'île Signy, et à 200 mètres environ de l'île du Couronnement.
L'île mesure 500 × 300 mètres, avec des petites falaises atteignant 20 mètres de haut dans les parties sud, est et ouest, découpées par des ravines remplies de roches.

## Zone spécialement protégée de l'antarctique
L'île est classée comme zone spécialement protégée de l'Antarctique (ZSPA) 110) depuis 1966, à l'initiative du Royaume-Uni afin de protéger ses valeurs environnementales, et en particulier sa flore terrestre. Un plan de gestion est adopté le 1er juin 2017, lors de la XLe réunion consultative du traité sur l'Antarctique (RCTA) repris en droit français par un décret du 30 novembre 2020.
Le texte rappelle l'intérêt de la zone : la zone contient des tapis luxuriants de canche antarctique Deschampsia antarctica, ainsi qu'une grande quantité de l'unique autre espèce de plante à fleur d'Antarctique, la sagine antarctique (Colobanthus quitensis). Il s'agit également de l'un des seuls sites où la Deschampsia est connue pour pousser directement sur les surfaces de mousse Polytrichum-Chorisodontium. La végétation cryptogamique est typique de la région, mais plusieurs espèces de mousses de l'île (Polytrichastrum alpinum [=Polytrichum alpinum] et Muelleriella crassifolia) sont exceptionnellement fertiles pour leur emplacement au sud. Il est aussi probable que ce soit le seul lieu connu en Antarctique où la Polytrichastrum alpinum développe des sporophytes en grande quantité chaque année. En outre, la Polytrichum strictum (=Polytrichum alpestre) produit ponctuellement des inflorescences mâles en abondance au niveau local, ce qui est rare pour cette espèce en Antarctique. On observe également une espèce rare de mousse, la Plagiothecium ovalifolium, dans les crevasses de rochers humides ombragés à proximité de la côte. On trouve des bactéries Chromobacterium, des levures et des champignons en densité plus élevée que sur l'île Signy, qui semblent associées à l'acidité moins élevée des sols combinée à la Deschampsia et au micro-climat plus favorable sur l'île Lynch. Le sol limoneux et graveleux peu profond situé sous les tapis denses de Deschampsia représente probablement l'un des types de sols les plus riches en Antarctique. Les objectifs du plan de gestion sont d'éviter tout changement majeur de la structure et de la composition de la végétation terrestre, d'éviter toute perturbation humaine inutile dans la zone ; d'éviter ou minimiser l'introduction de plantes, d'animaux et de micro-organismes non indigènes dans la zone. 